# Jilguero (canción)
«Jilguero» es una canción compuesta e interpretada por el músico argentino Luis Alberto Spinetta, incluida en su álbum solista Pelusón of milk editado en 1991. La versión del álbum está interpretada exclusivamente por Spinetta. El tema solo fue editado el formato en CD del álbum, no encontrándose en los formatos LP y casete del mismo.

## Contexto
Spinetta venía de dos álbumes de estudio premiados como los mejores del año (Téster de violencia en 1988 y Don Lucero en 1989), un buen álbum en vivo (Exactas, 1990), un álbum recopilatorio (Piel de piel, 1990) y una clínica musical titulada El sonido primordial (1990) que fue editada como libro. Luego de semejante actividad, a la que se sumó haber recibido un shock eléctrico en un recital, Spinetta se apartó relativamente de los músicos de su banda y se refugió en el espacio privado de su familia.
En 1991 desapareció la Unión Soviética y el mundo comenzaba a transitar los primeros años de la década del '90, caracterizada por una mayor valoración social de lo privado -incluyendo el proceso de privatizaciones-, la riqueza y la fama, impulsada por un gran desarrollo de los medios de comunicación. "Aún quedan mil muros de Berlín" cantaría ese año en «Pies de atril».
Argentina por su parte dejaba atrás dos dramáticos brotes hiperinflacionarios en 1989 y 1990 que hundieron en la pobreza a la mayor parte de la población, a la vez que sucesivas leyes de impunidad dejaban en libertad a los criminales que habían cometido violaciones masivas de los derechos humanos en las décadas de 1970 y 1980.

## El álbum
Luego de un álbum "para pensar" como Téster de violencia y un álbum "para sentir" como Don Lucero, Spinetta tomó distancia de su banda y de las apariciones públicas, para concentrarse en su vida familiar, a la espera del bebé que gestaba su esposa. Pelusón of milk es resultado de esa introspección, que recuerda otros álbumes creados en circunstancias similares, como Artaud y Kamikaze.

Está más ligado a mi vida que era "esperándola a Vera", porque eso es Pelusón of milk. Esos temas fueron hechos en mi casa, con el embarazo de la mamá, esperando a la beba... Muchos temas de Pelusón of milk están hechos de mí para mí. Es el intento de armar un enorme patio interior.
Luis Alberto Spinetta

El álbum fue grabado entre junio y septiembre de 1991, en el estudio propio que Spinetta había instalado dos años antes en la calle Iberá.

## El tema

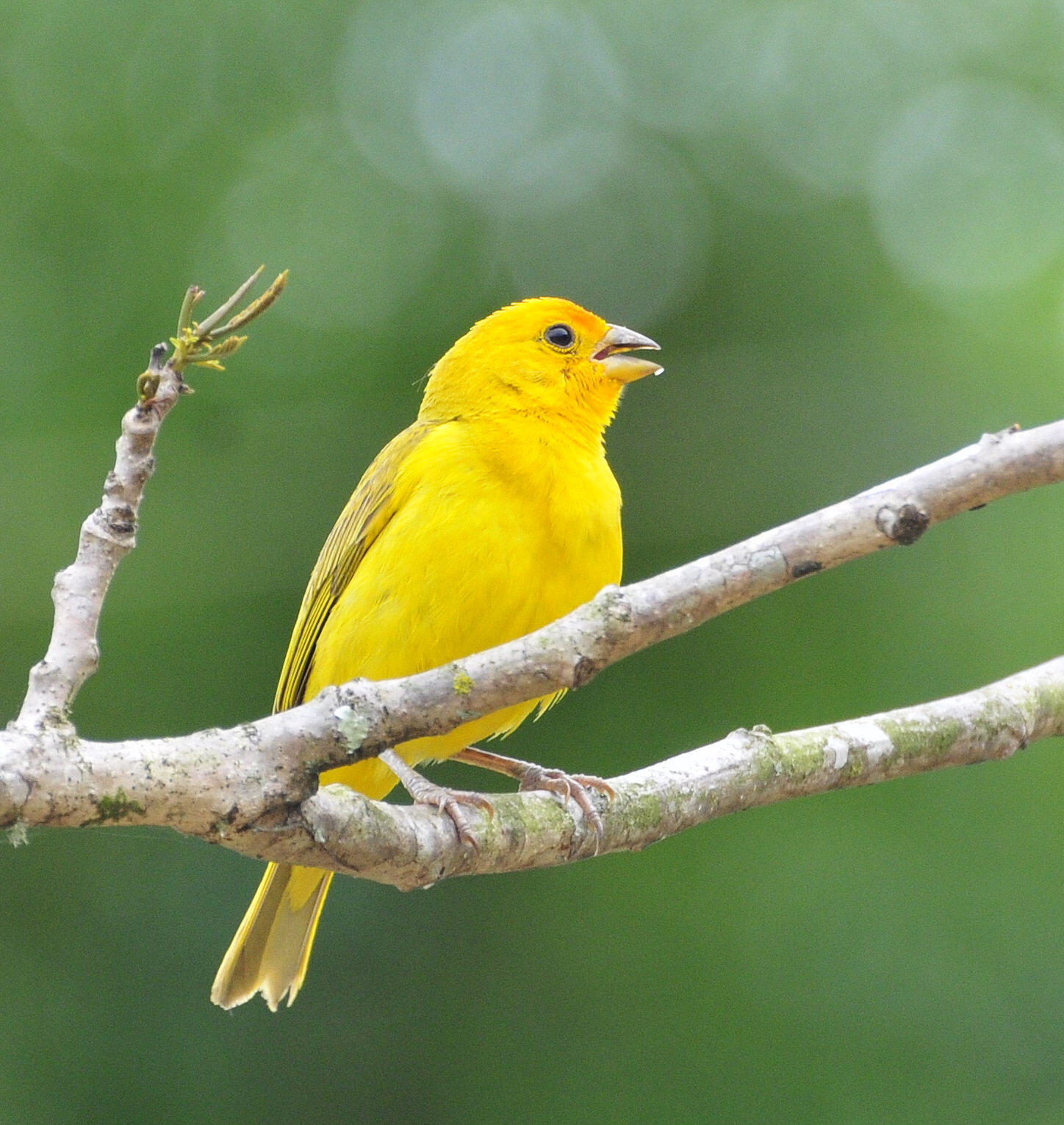
Jilguero cantando. El canto y el lenguaje de los pájaros tuvieron una gran influencia en la obra de Spinetta.

El tema es el décimo segundo track del CD Pelusón of milk, un álbum introspectivo y centrado en lo familiar. Ese álbum fue editado en tres formatos (disco de vinilo, casete y CD), pero el tema solo fue editado en la edición del álbum en CD. El crítico musical Claudio Kleiman lo define como un tema acústico .
El título de la canción, "Jilguero", se refiere al pájaro jilguero, abundante en la región pampeana y admirado por la belleza de su canto y su plumaje amarillo. La letra sin embargo no se refiere directamente a un jilguero, sino que es una canción de amor, en la que la figura del jilguero aparece como metáfora de la ilusión que contiene la persona amada:

¡Oh!, mi amor
quiero recibir
tu jilguero en mí,
la ilusión.
"Jilguero"

Los pájaros -y los animales en general- tuvieron un espacio privilegiado en la obra de Spinetta («Las golondrinas de Plaza de Mayo», «Pleamar de águilas», «Águila de trueno», «La pelícana y el androide», «La verdad de las grullas», «La melodía es en tu alma», «Ave seca», «Cisne») y se relacionan con la influencia que tuvo en Spinetta, el libro de John Cage Para los pájaros, donde el músico estadounidense desarrollaba su visión del valor musical de los ruidos, partiendo ejemplarmente de los pájaros. Esta visión musical de la naturaleza fue asumida apasionadamente por Spinetta, al punto de dictar una clínica publicada con El sonido primordial y editar varios años después un álbum al que tituló Para los árboles, debido a su inspiración en la manera de sentir la música de Cage.
Spinetta prestaba gran atención al "lenguaje de los pájaros":

Viste que Fulcanelli habla del lenguaje de los pájaros. Dice que antes de que existieran las primeras nociones de idioma en la historia de la humanidad el hombre se comunicaba con todos los seres vivos de la naturaleza. Antes de la creación del lenguaje en sí, de los códigos y nombres, debemos haberlo oído todo... Son idiomas, lenguajes.. ¿Sabías que cuando los pájaros quieren hacer el amor su llamado se llama "reclamo"?... Esa es la verdadera acepción del término en el diccionario de la Real Academia. Y nosotros lo entendemos como algo muy opuesto a hacer el amor.
Luis Alberto Spinetta en Martropía, 2006

En el tema Spinetta hace dos voces e interpreta una guitarra acústica y otra eléctrica.